# Aluçluseki, Zara
Aluçluseki là một xã thuộc huyện Zara, tỉnh Sivas, Thổ Nhĩ Kỳ. Dân số thời điểm năm 2011 là 25 người.